# Иван Адженов
Иван Попалексов Адженов е български революционер и журналист. Той е роден в Казанлък и учи в Букурещ, където са запознава с Георги Раковски и Любен Каравелов. Участва в Тайния централен български комитет (1866) и в Българския революционен централен комитет (1873 – 1874). Заедно с Павел Бобеков издава първия български всекидневник „Секидневний новинар“. Също и първите събрани съчинения на Раковски. Автор е и на първата биография на Раковски.
Иван Адженов е първи братовчед на предприемача Иван Хаджиенов.